# FANTASISTA (宮野真守のアルバム)
『FANTASISTA』（ファンタジスタ）は、宮野真守の3枚目のオリジナルアルバム。2012年4月18日にキングレコードから発売された。

## 概要
前作『WONDER』から約1年8ヶ月ぶりのリリースであり、2012年1作目の作品。
宮野の3作目となるオリジナルアルバムで、初回限定盤には『ヒカリ、ヒカル』、『オルフェ』、『DREAM FIGHTER』、『EGOISTIC』のPVを収録したDVDが付属する。
本作のコンセプトは、自分の想いを表す「リアル」と楽曲が織り成す幻想的な世界観を併せた「リアルなファンタジー」である、これを突き詰めてサッカー用語として知られる「FANTASISTA」が思い浮かんだが、後に辞書を調べて「FANTASISTA」に「機知に富んだセリフと即興会の得意な役者」という意味があることに気付き、かつ自分の方向性でもあるため同タイトルを採用するに至ったという。
ディスクジャケットは「日常」をテーマとしたオンとオフからなる二面性になっており、あたかも映画を思わせるビジュアルに仕上がっている。なおオンは『私立探偵 濱マイク』を彷彿とさせている。
本作で自身初のオリコンウィークリーアルバムチャートトップ10入りを果たした(4位)。デイリーチャートでは、4月17日付で最高位の3位を獲得。推定売上枚数1.9万枚を記録した。

## 収録曲
1. EGOISTIC [3:53][1]
作詞・作曲・編曲：STY
宮野曰く「自分自身の正義を貫く男」をテーマとしたゴリゴリのダンスチューン[3]。
TBSテレビ『マツコの知らない世界』エンディングテーマ
2. Burning Point [4:16][1]
作詞：ucio、作曲・編曲：TSUGE
ラジオ『宮野真守のm-1ぐらんぷりっ!』オープニングテーマ
3. オルフェ [4:31][1]
作詞・作曲：上松範康（Elements Garden）、編曲：藤田淳平（Elements Garden）
テレビアニメ『うたの☆プリンスさまっ♪ マジLOVE1000%』オープニングテーマ
4. FANTASISTA [4:59][1]
作詞・作曲・編曲：KREVA
5. SUPER★SOUL [3:49][1]
作詞：神田怜鴎、作曲：小山寿、編曲：高橋浩一郎
6. Secret Line [4:48][1]
作詞：RAYKO、作曲・編曲：市川淳
7. ヒカリ、ヒカル [5:06][1]
作詞：ucio、作曲・編曲：TSUGE
8. 燦灯歌 [5:07][1]
作詞・作曲：成本智美、編曲：市川淳
9. エベバデダッゴナカッピョヘーン [4:18][1]
作詞：宮野真守、作曲・編曲：marhy
10. innocence [4:00][1]
作詞・作曲・編曲：中山真斗（Elements Garden）
PSPゲーム『うたの☆プリンスさまっ♪ Debut』テーマソング
11. DREAM FIGHTER [3:55][1]
作詞：宮野真守、作曲：小山寿、編曲：高橋浩一郎
特撮テレビドラマ『ウルトラマン列伝』オープニングテーマ
12. Beautiful Life [5:19][1]
作詞：宮野真守、作曲・編曲：Jin Nakamura
ラジオ『宮野真守のm-1ぐらんぷりっ!』エンディングテーマ

DVD（初回限定盤のみ）
1. ヒカリ、ヒカル（MUSIC VIDEO）
2. オルフェ（MUSIC VIDEO）
3. DREAM FIGHTER（MUSIC VIDEO）
4. EGOISTIC（MUSIC VIDEO）
5. MAKING